# Batasio fasciolatus
Batasio fasciolatus es una especie de pez de la familia Bagridae en el orden de los Siluriformes.

## Morfología
Los machos pueden llegar alcanzar los 7,1 cm de longitud total.

## Distribución geográfica
Se encuentra en el río Brahmaputra en la India.